# Августо Сеспедес
Августо Сеспедес Патці (ісп. Augusto Céspedes Patzi; *6 лютого 1904 — 9 травня 1997) — болівійський письменник, політик, дипломат і журналіст. Один із найзначніших представників так званого «Чакського покоління» та революції 1952 року в болівійській літературі. 

## Біографія
Сеспедес вивчав право та отримав ступінь у Ла-Пасі.
У 1927 році він був одним із засновників Націоналістичної партії. Він був лідером Революційного націоналістичного руху (МНР).
Він працював журналістом на фронті під час війни в Чако, пишучи для газети «El Universal». Він використав свій досвід на передовій, щоб написати оповідання для своєї збірки 1936 року «Sangre de Mestizos», до якої увійшло його оповідання «El Bozo», яке часто увіходило до антологій. Його документальні репортажі були зібрані та опубліковані в книзі «Cronicas Heroicas de una guerra estúpida», виданій у 1975 році. Він також заснував щоденну газету MNR «La Calle», керував газетою «La Nación» у Ла-Пасі та відіграв важливу роль у болівійській літературі; він написав різні біографії президентів, таких як Даніель Саламанка Урей, Ерман Буш та Гвальберто Вільярроель. Серед його багатьох інших оповідань та романів, «Metal del Diablo», художній портрет олов'яного магната Сімона І. Патіньо, ймовірно, був найуспішнішим.
Він був відомим політиком, тричі обіймав посаду депутата законодавчих органів Болівії (1938, 1944 та 1956 років) та обіймав дипломатичні посади. Він був послом Болівії в Парагваї в 1945 році та в Італії в 1953 році, а також відзначився як посол при ЮНЕСКО.

## Вибрані твори
- 1936: Sangre de Mestizos (оповідання)
- 1946: Metal del diablo (роман)
- 1956: El dictador suicida (історична біографія)
- 1966: El presidente colgado (історична біографія)
- 1968: Trópico enamorado (роман)
- 1975: Cronicas Heroicas de una guerra estúpida (журналістика)

## Нагороди
- 1957: Національна літературна премія.